# Thomas Henty
Thomas Henty (19 de enero de 1956-13 de agosto de 1988) fue un actor británico, hijo del comediante e ilusionista Tommy Cooper. 

## Resumen biográfico
Su verdadero nombre era Thomas Cooper, y nació en Inglaterra. Actuó junto a su famoso padre en 1979 en un episodio del programa de variedades de Thames Television London Night Out, así como en cuatro episodios del show de 1980 Cooper's Half Hour, también para la cadena Thames. Así mismo fue ocasional director de escena de su padre, y estaba tras el telón cuando Cooper falleció actuando en directo para un programa televisivo en el Teatro Her Majesty el 15 de abril de 1984.
Además de trabajar junto a su padre, Henty deseaba tener su propia carrera como actor, motivo por el cual adoptó como nombre artístico el apellido de su madre. En una entrevista con el presentador Frank Bough incluida en el documental de 2001 de la Independent Television (ITV) The Unforgettable Tommy Cooper, Henty explicaba que no quería que los compañeros de profesión supieran que era el hijo de Cooper, presumiblemente por temer ser acusado de nepotismo. 
Henty actuó en episodios de las series británicas Robin of Sherwood (1984) y Just Good Friends (1986), así como en el film Bellman and True (1987), en la que sería su última interpretación.
En 1988 Henty se divorció tras siete años de matrimonio. Seis semanas después, el 13 de agosto de 1988, falleció a causa de una hemofilia y complicaciones producidas por una insuficiencia hepática. Dejó un hijo, Tam, de seis años de edad.